# Taillet
Taillet là một xã trong tỉnh Pyrénées-Orientales, vùng Occitanie phía nam nước Pháp. Xã Taillet nằm ở khu vực có độ cao trung bình 600 mét trên mực nước biển.